# 別府大学
1. トップ画像になる別府キャンパス

別府大学（べっぷだいがく、英語: Beppu University）は、大分県別府市北石垣82に本部を置く日本の私立大学。1908年創立、1950年大学設置。大学の略称は別大、別府大。

## 概要
学校法人別府大学が運営する私立大学である。大分県別府市に別府キャンパス（北緯33度18分43.8秒 東経131度29分26秒 / 北緯33.312167度 東経131.49056度）を、また、大分市に大分キャンパス（北緯33度12分14.2秒 東経131度32分21.1秒 / 北緯33.203944度 東経131.539194度）を有する。短期大学部、高等学校、中学校、小学校、ふたつの幼稚園（別府大学附属幼稚園、明星幼稚園）および、ふたつの保育園（境川保育園、春木保育園）を付設している。
校訓は「真理はわれらを自由にする」。

## 沿革
- 1908年4月12日 - 豊州女学校開設
- 1942年4月20日 - 財団法人豊州高等女学校創立認可
- 1946年5月 - 別府女学院開設
- 1947年3月31日 - 別府女子専門学校認可[1]（国文科、英文科、経済科）
- 1948年2月 - 豊州高等女学校を大分女子高等学校に編成替え認可
- 1950年
  - 3月 - 別府女子大学設置認可（文学部国文専攻、英文専攻）
  - 4月 - 大分女子高等学校を自由ヶ丘高等学校に名称変更し、男女共学化
- 1951年
  - 2月 - 財団法人豊州高等女学校を学校法人佐藤学園へ組織変更認可
  - 3月 - 別府女子専門学校廃止認可
- 1953年 - 自由ヶ丘保育専門学院開設
- 1954年
  - 2月 - 別府女子大学を別府大学と改称し、翌年度より男女共学化
  - 2月 - 別府大学短期大学部（以下、当沿革内においては「短期大学部」と表記）設置認可（商科、生活科）
  - 4月 - 別府大学附属上代文化博物館開設
- 1957年 - 自由ヶ丘幼稚園教員養成所設置
- 1958年4月 - 自由ヶ丘高等学校を別府大学附属高等学校に名称変更
- 1960年3月 - 別府大学附属中学校設置認可
- 1961年7月 - 別府大学附属幼稚園設置認可
- 1962年4月 - 短期大学部に初等教育科を設置
- 1963年
  - 4月 - 大学文学部に史学科を設置
  - 4月 - 大学文学部英文学専攻を英文学科に、国文専攻を国文学科に名称変更
- 1964年4月 - 短期大学部に英文科を設置
- 1968年4月 - 短期大学部の英文科を英語科に名称変更
- 1970年4月 - 別府青葉高等看護学院設置認可
- 1972年11月 - 別府青葉高等看護学院を別府大学附属高等看護学院に名称変更
- 1973年
  - 1月 - 大学文学部に美学美術史学科設置
  - 1月 - 別府大学附属中学校を廃止認可
- 1975年12月 - 短期大学部の商科を商経科に名称変更
- 1976年
  - 12月 - 別府大学附属看護専門学校看護専門課程設置認可
  - 12月 - 別府大学附属高等看護学院廃止認可
- 1977年 - 別府大学附属上代文化博物館を別府大学附属博物館と改称
- 1981年
  - 別府大学アジア歴史文化研究所設置
  - 短期大学部幼児・児童教育研究センター設置
- 1987年3月9日 - JR九州（当時は日本国有鉄道）日豊本線に別府大学駅開設
- 1988年
  - 11月 - 大学に別科日本語課程を設置
  - 12月 - 短期大学部に専攻科福祉専攻を設置
  - アメリカ・カリフォルニア州サンノゼ市に別府大学国際教育研究センター設置
- 1989年12月 - 短期大学部生活科に食物栄養専攻と生活文化専攻の専攻課程を設置（専攻分離）
- 1992年
  - 10月 - 短期大学部の商経科と英語科を大分校舎（大分キャンパス）（大分県大分市）に移転
  - 12月 - 短期大学部の専攻科福祉専攻が学位授与機構に認定
- 1994年
  - 4月 - 短期大学部の生活科生活文化専攻を生活文化科に改組
  - ?月 - 湯布院教職員研修所（湯布院研修センター）開設
  - 放送大学大分地域学習センター開設
- 1995年
  - 1月 - 短期大学部の生活科食物栄養専攻を食物栄養科に名称変更
  - 12月 - 短期大学部に専攻科商経専攻を設置
  - 12月 - 短期大学部に専攻科初等教育専攻を設置
  - 国際交流会館完成
  - 日田歴史文化研究センター完成
- 1996年
  - 1月 - 短期大学部の専攻科商経専攻が学位授与機構に認定
  - 12月 - 大学大学院文学研究科歴史学専攻修士課程設置認可
  - 12月??日 - 大学文学部に文化財学科設置認可
- 1997年
  - 4月 - 短期大学部の生活文化科を大分校舎に移転
  - 5月 - 学校法人名を学校法人佐藤学園から学校法人別府大学に名称変更
  - 12月 - 大学大学院文学研究科に日本語・日本文学専攻修士課程設置認可
- 1998年
  - 2月 - 短期大学部の専攻科初等教育専攻が学位授与機構に認定
  - 8月 - 学校法人別府大学と学校法人明星学園（明星高等学校、明星中学校、明星小学校、明星幼稚園）の合併認可
  - 10月 - 学校法人別府大学と学校法人明星学園との法人合併登記
  - 12月 - 大学大学院文学研究科に文化財学専攻修士課程設置認可
  - 12月 - 大学大学院文学研究科に歴史学専攻博士課程（後期）設置認可
- 1999年
  - 1月 - 大学大学院文学研究科に日本語・日本文学専攻博士課程（後期）設置認可
  - 3月 - 明豊中学校設置認可
  - 3月 - 明豊高等学校設置認可
  - 10月 - 大学文学部の美学美術史学科を芸術文化学科に名称変更
  - 10月 - 短期大学部の英語科を英語コミュニケーション科に名称変更
  - 12月 - 大学文学部に人間関係学科設置認可
- 2000年
  - 12月 - 大学大学院文学研究科に文化財学専攻博士課程（後期）設置認可
  - 12月 - 短期大学部に経営情報文化科設置認可
- 2001年
  - 3月 - 別府大学附属高等学校、明星中学校、明星高等学校廃止認可
  - 12月 - 大学食物栄養学部食物栄養学科設置認可
  - 12月 - 明豊高等学校看護科が看護婦学校として指定される
  - 12月 - 明豊高等学校専攻科看護専攻科設置認可
- 2002年
  - 1月 - 別府大学食物栄養学部食物栄養学科が管理栄養士養成施設として指定される
  - 1月 - 別府大学食物栄養学部食物栄養学科が栄養士養成施設として指定される
  - 2月 - 明豊高等学校の衛生看護科を看護科に名称変更
  - 7月 - 短期大学部の商経科廃止認可
  - 12月 - 短期大学部の生活文化科廃止認可
- 2003年
  - 5月 - 大学大学院文学研究科臨床心理学専攻設置届出受理
  - 6月 - 短期大学部に地域総合科学科設置届出受理
  - 11月 - 短期大学部に保育科設置認可
- 2004年
  - 3月 - 別府大学短期大学部の保育科が保育士養成施設として指定される
  - 3月 - 児童福祉施設境川保育所設置認可
- 2005年
  - 4月 - 「ゆふの丘プラザ」（大分県由布市）指定管理者指定
  - 7月 - 大学大学院食物栄養科学研究科食物栄養学専攻設置認可
  - 7月 - 大学大学院食物栄養学部食物バイオ学科設置認可
- 2006年
  - 3月 - 短期大学部の経営情報文化科廃止
  - 3月 - 短期大学部の英語コミュニケーション科廃止
  - 4月 - 大学の食物栄養学部を食物栄養科学部に名称変更
  - 4月 - 国際交流会館（大分県別府市）指定管理者指定
  - 別府大学アーカイブズセンター設置
  - メディアセンター完成
- 2007年
- 3月 - 児童福祉施設春木保育園設置認可
- 11月 - 大分香りの博物館開館
- 2009年
  - 4月 - 「ゆふの丘プラザ」指定管理者指定
  - 4月 - 大学国際経営学部国際経営学科設置
  - 4月 - 大学文学部の国文学科、英文学科、芸術文化学科を国際言語・文化学科に改組
  - 4月 - 大学文学部の史学科、文化財学科を史学・文化財学科に改組
  - 4月 - 大学食物栄養科学部の食物バイオ学科を発酵食品学科に名称変更
  - 6月 - 「国際交流会館」及び「ゆふの丘プラザ」の収益事業認可
- 2010年5月16日 - 大分県竹田市と相互協力協定を締結[2]
- 2011年12月2日 - 大分県竹田市の旧竹田市立双城中学校校舎に別府大学文化財研究所竹田センター及び竹田市・大学連携センターを開設[3]
- 2013年
  - 3月 - 大学文学部の文化財学科廃止
  - 4月 - ゆふの丘プラザ指定管理者指定
- 2014年
  - 3月 - 大学文学部の国文学科、史学科、芸術文化学科廃止
  - 3月 - 大分香りの博物館が博物館法第29条に規定する「博物館に相当する施設」に指定
  - 6月 - 別府大学地域連携推進センター設置
- 2015年
  - 3月 - 大学文学部の英文学科廃止
  - 3月 - 短期大学部地域総合科学科廃止
  - 3月 - 別府大学附属看護専門学校看護専門課程（通信制）廃止
- 2018年 - 学校法人別府大学110周年。
- 2021年 - 別府大学附属看護専門学校閉校[4][5]。
- 2022年 - 別府大学駅構内に併設された「別府市国際交流会館」を別府市より移管。「別府大学留学生寮」を開設。
- 2025年 - 看護学部設置

## 教育および研究

### 組織

#### 学部・学科
- 文学部
  - 国際言語・文化学科
    - 日本語・日本文学コース
    - 英語・英米文学コース
    - 芸術表現コース

  - 史学・文化財学科
    - 世界史コース
    - 日本史・アーカイブズコース
    - 考古学・文化財科学コース
    - 環境歴史学・文化遺産学コース

  - 人間関係学科
    - 社会福祉領域
    - 心理領域
    - 教育・スポーツ領域

- 国際経営学部
  - 国際経営学科
    - 国際経営コース
    - 会計・税理士コース
    - 観光・地域経営コース

- 食物栄養科学部　※2006年4月「食物栄養学部」より改称
  - 食物栄養学科
  - 発酵食品学科
    - 発酵食品コース
    - 食品流通コース
    - 食品香料コース

- 看護学部
  - 看護学科

#### 別科
- 別科日本語課程

#### 短期大学部
- 食物栄養科
- 初等教育科
  - 小学校・幼稚園コース
  - 保育・幼稚園コース
- 専攻科
  - 初等教育専攻
  - 福祉専攻

#### 大学院
- 文学研究科
  - 日本語・日本文学専攻
  - 史学・文化財学専攻
  - 臨床心理学専攻（修士課程のみ）
- 食物栄養科学研究科
  - 食物栄養学専攻（修士課程のみ）

#### 附属機関
- 附属博物館
- 大分香りの博物館
- 歴史文化総合研究センター
  - アジア歴史文化研究所
  - 文化財研究所
- 宇佐教育研究センター
- 日田歴史文化研究センター
- アーカイブスセンター
- 地域社会教育センター
- 健康・栄養教育研究センター
- 発酵食品・加工食品地域共同研究センター

## 大学関係者と組織

### 大学関係者一覧
- 別府大学の人物一覧

## 対外関係

### 他大学との協定

#### 国内大学
単位互換制度が設けられている。
- 放送大学[6]
- 大分大学

#### 国外大学
アメリカ、イギリスをはじめ8ヶ国60校以上の海外大学と提携を結んでいる。
- アメリカ合衆国
  - ハワイ大学
  - デアンザ大学
  - リーウォード・コミュニティーカレッジ（英語版）
- イギリス
  - ウィンチェスター大学（英語版）
- フランス
  - モンペリエ第三大学